# Miss Argentina
Miss Argentina è un concorso di bellezza femminile che si tiene annualmente in Argentina e dal quale vengono selezionate le rappresentanti del paese per Miss Mondo, Miss Universo e Miss Terra. Al concorso accedono le vincitrici dei vari concorsi provinciali. L'unica rappresentante argentina ad aver ottenuto il titolo di Miss Universo è stata Norma Nolan che vinse il concorso nel 1962. Il titolo di Miss Mondo invece è stato assegnato a Norma Gladys Cappagli nel 1960 e a Silvana Rosa Suárez Clarence nel 1978.

## Albo d'oro

### Miss Universo Argentina

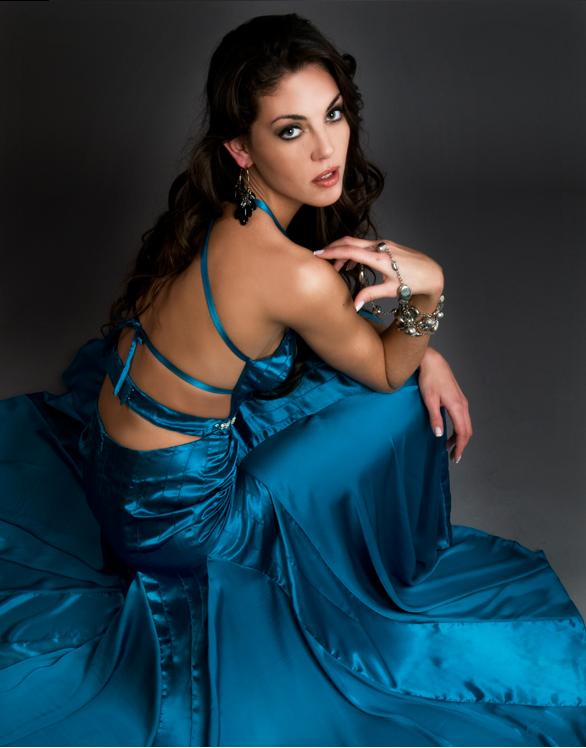
Johanna Mariel Lasic, Miss Universo Argentina 2009.

| Anno | Vincitrice                               | Piazzamento                     |
| ---- | ---------------------------------------- | ------------------------------- |
| 1954 | Ivana Olga Ana María Francisca Kislinger | Semifinalista (6ª classificata) |
| 1955 | Isabel Sarli                             | Semifinalista                   |
| 1956 | Ileana Carré                             | Finalista                       |
| 1957 | Monica Lamas                             | Semifinalista                   |
| 1958 | Celina Mercedes Ayala                    |                                 |
| 1959 | Liana Cortijo                            |                                 |
| 1960 | Rose Marie Lincke                        |                                 |
| 1961 | Adriana Gardiazábal                      | 3ª classificata                 |
| 1962 | Norma Nolan                              | Vincitrice                      |
| 1963 | Olga Galuzzi                             | Top 10                          |
| 1964 | María Amalia Ramírez                     | Top 10                          |
| 1966 | Elba Beatriz Baso                        |                                 |
| 1967 | Amalia Yolanda Scuffi                    |                                 |
| 1968 | Maria Del Carmen Jordan Vidal            |                                 |
| 1969 | Lidia Esther Pepe                        |                                 |
| 1970 | Beatriz Martha Gross                     | 5ª classificata                 |
| 1971 | Maria Del Carmen Vidal                   |                                 |
| 1972 | Norma Elena Dudik                        |                                 |
| 1973 | Susana Romero                            | Semifinalista                   |
| 1974 | Leonor Guggini Celmira                   |                                 |
| 1975 | Rosa Del Valle Santillan                 |                                 |
| 1976 | Lilian Noemí Deasti                      | Semifinalista                   |
| 1977 | Maritza Elizabet Jurado                  | Semifinalista                   |
| 1978 | Delia Stella María Muslo                 |                                 |
| 1979 | Adriana Virginia Álvarez                 | Semifinalista                   |
| 1980 | Silvia Piedrabuena                       |                                 |
| 1981 | Susana Mabel Reynoso                     |                                 |
| 1982 | María Alejandra Basile                   |                                 |
| 1983 | María Daniela Carara                     |                                 |
| 1984 | Leila Adar                               |                                 |
| 1985 | Yanina Castaño                           |                                 |
| 1986 | María de los Ángeles Fernández           |                                 |
| 1987 | Carolina Brachetti                       |                                 |
| 1988 | Claudia Gabriela Pereyra                 |                                 |
| 1989 | Luisa Norbis                             |                                 |
| 1990 | Paola de la Torre                        |                                 |
| 1991 | Verónica Honnorat                        |                                 |
| 1992 | Laura Rafael                             |                                 |
| 1993 | Alicia Andrea Ramón                      |                                 |
| 1994 | Solange Magnano                          |                                 |
| 1996 | Verónica Ledezma                         |                                 |
| 1997 | Nazarena Almadael                        |                                 |
| 1998 | Marcela Brane                            |                                 |
| 1999 | Elena Fournier                           |                                 |
| 2000 | Andrea Nicastri                          |                                 |
| 2001 | Romina Incicco                           |                                 |
| 2003 | Laura Romero                             |                                 |
| 2006 | Magalí Romitelli                         | Semifinalista                   |
| 2007 | Daniela Stucan                           |                                 |
| 2008 | Maria Silvana Belli                      |                                 |
| 2009 | Johanna Mariel Lasic                     |                                 |
| 2010 | Yésica Di Vincenzo                       |                                 |
| 2011 | Natalia Rodriguez                        |                                 |
| 2012 | Camila Solórzano                         |                                 |
| 2013 | Brenda González                          |                                 |
| 2014 | Valentina Ferrer                         | Semifinalista                   |
| 2015 | Claudia Barrionuevo                      |                                 |

### Miss Mondo Argentina

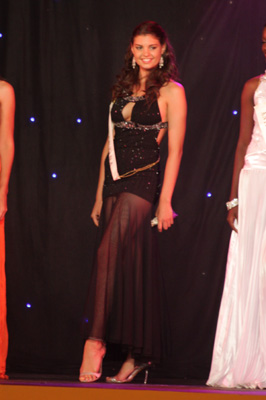
Agustina Quinteros, Miss Mondo Argentina 2008.

| Anno | Vincitrice                    | Piazzamento     |
| ---- | ----------------------------- | --------------- |
| 1959 | Amalia Yolanda Scuffi         | Semifinalista   |
| 1960 | Norma Gladys Cappagli         | Vincitrice      |
| 1961 | Susana Julia Pardal           | Semifinalista   |
| 1962 | Maria Amalia Ramírez          | Semifinalista   |
| 1963 | Diana Sarti                   |                 |
| 1964 | Ana Maria Soria               | 2ª classificata |
| 1965 | Lidia Alcira Diaz             |                 |
| 1966 | Graciela Guardone             | Semifinalista   |
| 1967 | Maria del Carmen Sabaliuskas  | 2ª classificata |
| 1968 | Viviana Roldan                | Semifinalista   |
| 1969 | Graciela Marino               |                 |
| 1970 | Patricia Maria Charré Salazar |                 |
| 1971 | Alicia Beatriz Daneri         |                 |
| 1972 | Olga Edith Cognini Ferrer     |                 |
| 1973 | Beatriz Callejón              |                 |
| 1974 | Sara Barberi                  |                 |
| 1975 | Lilian Noemí De Asti          |                 |
| 1976 | Adriana Laura Salguiero       | Semifinalista   |
| 1977 | Susana Beatriz Stéfano        |                 |
| 1978 | Silvana Rosa Suárez Clarence  | Vincitrice      |
| 1979 | Veronica Ivonne Gargani       |                 |
| 1980 | Elsa Cecilia Galotti          |                 |
| 1981 | Ana Helen Natali              | Semifinalista   |
| 1987 | Caterina Ciscato              | Finalista       |
| 1988 | Gabriela Karina Madeira       |                 |
| 1989 | Patricia Weidenhofer          |                 |
| 1990 | Romina Rosales                |                 |
| 1991 | Marcela Noemi Chazarreta      |                 |
| 1992 | Claudia Andrea Bertona        |                 |
| 1993 | Viviana Carcereri             |                 |
| 1994 | Miriam Elizabeth Nahon        |                 |
| 1995 | María Lorena Jensen           |                 |
| 1996 | Fernanda Fernández Ramírez    |                 |
| 1997 | Natalia Pombo                 |                 |
| 1998 | Natalia Elisa González        |                 |
| 1999 | Veronica Denise Barrionuevo   |                 |
| 2000 | Daniela Stucan                |                 |
| 2001 | Virginia di Salvo             |                 |
| 2002 | Tamara Henriksen              |                 |
| 2003 | Grisel Hitoff                 |                 |
| 2004 | Veronica Estarriaga           |                 |
| 2005 | Emilia Iannetta               |                 |
| 2006 | Beatriz Vallejos              |                 |
| 2007 | Noelia Alejandra Bernal       |                 |
| 2008 | Agustina Quinteros            |                 |
| 2009 | Evelyn Lucía Manchón          |                 |
| 2010 | Mariana Arambarry Mantegazza  |                 |
| 2011 | Antonella Kruger              |                 |
| 2012 | Josefina Herrero              |                 |
| 2013 | Teresa Kuster                 |                 |
| 2014 | Yoana Don                     |                 |
| 2015 | Daniela Mirón                 |                 |

### Miss Terra Argentina
| Anno | Vincitrice               | Piazzamento/Note             |
| ---- | ------------------------ | ---------------------------- |
| 2001 | Daniela Stucan           | Miss Fuoco (4ª classificata) |
| 2002 | Mercedes Apuzzo          |                              |
| 2003 | Marisol Pipastrelli      |                              |
| 2004 | Daniela Puig             |                              |
| 2005 | Eliana Ocolotobiche      |                              |
| 2006 | Andrea Carolina Garcia   |                              |
| 2007 | María Antonella Tognolla |                              |
| 2008 | Camila Solórzano         |                              |
| 2009 | Gisela Menossi           |                              |
| 2010 | Isolina Boero            | Non partecipa                |
| 2012 | Tatiana María Bischof    |                              |
| 2014 | Carolina Yanuzzi         |                              |
| 2015 | Julieta Fernandez        |                              |